# HD 169646
HD 169646，又名BD+38 3160，SAO 66936、HR 6901，是一颗恒星，视星等为6.36，位于銀經66.53，銀緯21.62，其B1900.0坐标为赤經18h 20m 36.4s，赤緯+38° 21.62′ 5″。